# Olof Mellberg
Olof Mellberg (Gullspång, 3 september 1977) is een Zweeds voormalig profvoetballer die voornamelijk als verdediger speelde. Na zijn carrière als speler ging hij aan de slag als trainer.

## Clubcarrière
Mellberg speelde voor onder meer FC Kopenhagen, AIK Stockholm, Racing Santander, Aston Villa, Juventus FC en Olympiakos Piraeus. Bij de Engelse club maakte hij in de eerste speelronde van het seizoen 2006/07 het eerste doelpunt in het nieuwe Emirates Stadium van Arsenal. Mellberg was van 2000 tot en met 2012 international voor het Zweeds voetbalelftal, waarvoor hij 117 wedstrijden speelde. In 2003 won hij de Guldbollen, de prijs voor beste Zweedse voetballer van het jaar. In het seizoen 2002/03 was hij een van de zeven spelers in de Premier League die in alle 38 duels meedeed, van de eerste tot de laatste minuut.

## Interlandcarrière
Mellberg is een verdediger en speelde zijn eerste interland op 23 februari 2000 tegen Italië. Hij maakte deel uit van onder meer de selectie voor het WK voetbal 2006.
| Interlanddoelpunten | Interlanddoelpunten | Interlanddoelpunten              | Interlanddoelpunten | Interlanddoelpunten | Interlanddoelpunten | Interlanddoelpunten  | Interlanddoelpunten |
| №                   | Datum               | Locatie                          | Tegenstander        | Goal(s)             | Uitslag             | Competitie           |                     |
| ------------------- | ------------------- | -------------------------------- | ------------------- | ------------------- | ------------------- | -------------------- | ------------------- |
| 1.                  | 10 september 2003   | Silesian Stadion, Chorzów        | Polen               | 2–0                 | 2–0                 | EK-kwalificatie 2004 |                     |
| 2.                  | 3 september 2005    | Råsunda Stadion, Solna           | Bulgarije           | 2–0                 | 3–0                 | WK-kwalificatie 2006 |                     |
| 3.                  | 6 juni 2007         | Råsunda Stadion, Solna           | IJsland             | 3–0                 | 5–0                 | EK-kwalificatie 2008 |                     |
| 4.                  | 17 oktober 2007     | Råsunda Stadion, Solna           | Noord-Ierland       | 1–0                 | 1–1                 | EK-kwalificatie 2008 |                     |
| 5.                  | 5 september 2009    | Ferenc Puskás Stadion, Boedapest | Hongarije           | 1–0                 | 2–1                 | WK-kwalificatie 2010 |                     |
| 6.                  | 14 oktober 2009     | Råsunda Stadion, Solna           | Albanië             | 1–0                 | 4–1                 | WK-kwalificatie 2010 |                     |
| 7.                  | 14 oktober 2009     | Råsunda Stadion, Solna           | Albanië             | 3–0                 | 4–1                 | WK-kwalificatie 2010 |                     |
| 8.                  | 15 juni 2012        | NSK Olimpiejsky, Kiev            | Engeland            | 2–1                 | 2–3                 | EK-eindronde         |                     |

## Trainerscarrière
Na zijn actieve carrière als speler ging Mellberg aan de slag als trainer. In november 2015 werd hij aangesteld bij IF Brommapojkarna. De club was op dat moment net gedegradeerd uit de Superettan. Mellberg leidde Brommapojkarna in zijn eerste seizoen naar het kampioenschap van de Division 1 (Norra). Het jaar daarop werd de club kampioen in de Superettan, waardoor Brommapojkarna in 2018 op het hoogste niveau, de Allsvenskan zal uitkomen. Omdat Mellberg niet over de juiste papieren beschikte om op dat niveau te trainen, kreeg hij dispensatie. Op 21 november 2017 maakte Mellberg echter bekend dat hij de club zal verlaten.